# 1629
| 1629               |
| ------------------ |
| Dødsfald - Fødsler |
| • Begivenheder     |

| Gregoriansk kalender | 1629 MDCXXIX            |
| Ab urbe condita      | 2382                    |
| Armensk kalender     | 1078 ԹՎ ՌՀԸ             |
| Kinesiske kalender   | 4325 – 4326 戊辰 – 己巳 |
| Etiopisk kalender    | 1621 – 1622             |
| Jødisk kalender      | 5389 – 5390             |
| Hindukalendere       |                         |
| - Vikram Samvat      | 1684 – 1685             |
| - Shaka Samvat       | 1551 – 1552             |
| - Kali Yuga          | 4730 – 4731             |
| Iransk kalender      | 1007 – 1008             |
| Islamisk kalender    | 1038 – 1040             |

Konge i Danmark: Christian 4. 1588-1648
Se også 1629 (tal)

## Begivenheder
- 22.–25. februar – Kongemøde mellem Christian 4. og Gustav 2. Adolf i Ulfsbäck præstegård.[1]
- 10. marts – Karl 1. opløser Parlamentet; det træder først sammen igen 11 år senere
- 12. maj – Den danske deltagelse i Trediveårskrigen afsluttes med en fredsaftale der indgås i Lübeck
- 16. september – Der indgås Våbenstilstandsaftale i Altmark mellem Sverige og Den polsk-litauiske realunion

## Født
- 12. januar - Georg Simon Winter von Adlersflügel, tysk ritmester, hestelæge og forfatter (død 1701).
- Niels Juel - dansk søofficer (død 1697).